# Sutonocrea fassli
Sutonocrea fassli är en fjärilsart som beskrevs av Paul Dognin 1910. Sutonocrea fassli ingår i släktet Sutonocrea och familjen björnspinnare. Inga underarter finns listade i Catalogue of Life.